# Division al-Hamza
La Division al-Hamza (arabe : فرقة الحمزة) est un groupe rebelle de la guerre civile syrienne.

## Histoire

### Fondation
La Division al-Hamza naît le 23 avril 2016 à Azaz par la fusion de plusieurs groupes rebelles : le Liwa Marea Al-Semood, la brigade Dhi Qar, la brigade de l'Éclair du Nord, la brigade des opérations spéciales et la brigade al-Hamza, la plus importante, qui donne son nom au nouveau groupe,. Le 22 juin 2016, la brigade Samarcande, composée de combattants Turkmènes, rallie à son tour le mouvement,. La division al-Hamza se qualifie alors de « forces spéciales »,.

### Affiliations
La Division al-Hamza est affiliée à l'Armée syrienne libre,,. Elle intègre aussi en avril 2016 la chambre d'opérations Hawar Kilis,. Fin 2017, le groupe intègre l'Armée nationale syrienne.

## Effectifs et commandement
Le groupe est commandé par Seïf Boulad, dit Seïf Abou Bakr,,. En octobre 2016, ce dernier affirme être à la tête de 1 600 combattants, dont 600 nouvelles recrues ayant rejoint le groupe après le début de l'Opération Bouclier de l'Euphrate.

## Armement
Soutenu par les États-Unis, le groupe bénéficie de missiles antichar BGM-71 TOW livrés en 2016.

## Soutiens
Le groupe est soutenu par la Turquie et entretient également de bonnes relations avec les États-Unis, les combattants de la Division al-Hamza collaborent à plusieurs reprises avec les forces spéciales américaines.

## Actions
À partir de l'été 2016, la division prend part à l'Opération Bouclier de l'Euphrate aux côtés de l'armée turque,,. Elle participe à la bataille de Jarablus et à la bataille d'al-Bab,.
Comme d'autres groupes de l'ASL, la Division Hamza organise des exfiltrations de déserteurs de l'État islamique. Quelques dizaines d'ex-djihadistes sont même enrôlés dans la division après avoir passés des « tests de déradicalisation ».
En 2020, des combattants du groupe sont engagés en Libye, où ils prennent part à la bataille de Tripoli. Quelques mois plus tard, des combattants sont également envoyés en Azerbaïdjan, lors de la seconde guerre du Haut-Karabagh.